# کوشک کهنه
کشک کهنه (به لاتین: Koshk-e Kohneh) یک منطقهٔ مسکونی در افغانستان است که در ولایت هرات واقع شده‌است.